# بوشنو
بوشنو (به لهستانی:  Buszyno) یک روستا در لهستان است که در گمینا پولانوو واقع شده‌است. بوشنو ۱۳۰ نفر جمعیت دارد.